# Розподіл Колмогорова
Розподіл Колмогорова у теорії імовірностей це абсолютно неперервний розподіл, що широко використовується в математичній статистиці для оцінки розподілу вибірки.

## Визначення
Випадкова величина {\displaystyle X} має розподіл Колмогорова, якщо її функція розподілу {\displaystyle F_{X}} має вигляд:
{\displaystyle F_{X}(x)=\left\{{\begin{matrix}\sum \limits _{k=-\infty }^{\infty }(-1)^{k}e^{-2k^{2}x^{2}},&x>0\\0,&x\leq 0\end{matrix}}\right..}
Пишуть: {\displaystyle X\sim \mathrm {K} }.

## Зв'язок з іншими об'єктами теорії імовірності
Випадкова величина
{\displaystyle X=\sup _{t\in [0,1]}|B(t)|,}
де {\displaystyle B(t)} — броунівський міст має розподіл Колмогорова.